# Pedro Cantero Cuadrado
Pedro Cantero Cuadrado (Carrión de los Condes, 3 de febrer de 1902 - Saragossa, 19 de desembre de 1978) va ser un religiós espanyol, notable per arribar a ser Bisbe de Barbastre, de Huelva i Arquebisbe de Saragossa.

## Biografia
Destacat estudiant, es va doctorar en dret per la Universitat de Madrid i va ser ordenat sacerdot en 1926. Durant la Guerra Civil Espanyola es va significar en el bàndol nacional com a capellà de cavalleria. Després de la guerra, va participar en Auxili Social, òrgan vinculat a la Falange Espanyola. Eclesiàsticament, va començar una prometedora carrera com a Bisbe de Barbastre en 1952, sent en 1954 promogut a la més important seu episcopal de Huelva. En 1964, va ser nomenat arquebisbe de Saragossa.
Com a tal, va ser una influent personalitat, sent nomenat en 1967 procurador de les Corts Franquistes per designació directa de Francisco Franco. Va ser un destacat conservador, que va tractar d'ofegar els vessants més obreristes de l'Església. En 1973, com a degà dels representants episcopals en corts va ser elegit membre del Consell del Regne. Es va significar per enfrontar-se als sacerdots de tendències més progressistes de la seva parròquia arran de la deposició del rector de Favara de Matarranya en 1974. A la mort de Franco en 1975 va ser membre del Consell de Regència, però la seva mala salut li va obligar a deixar els seus càrrecs en 1977.
Va morir a Madrid el 19 de desembre de 1978 després de diversos anys de complicacions cardíaques.